# Traite des êtres humains en Tchéquie
La République tchèque est un pays d'origine, de transit et de destination pour les personnes soumises à la traite des êtres humains. Des femmes, notamment roms, de République tchèque comme d'autres pays y sont soumises à la prostitution forcée. Des hommes et des femmes sont soumis au travail forcé dans les secteurs de la construction, de l'exploitation forestière, de l'agriculture et des services.
Le gouvernement tchèque a modifié son code pénal pour augmenter la peine maximale en cas de traite à 16 ans de prison et fournit une assistance aux victimes qualifiée d'« excellente » par le Département d'État américain. Le gouvernement tchèque a financé en 2009 pour environ 450 000 dollars des programmes de lutte contre la traite, dont la moitié pour l'assistance aux victimes. Le Bureau du Département d'État américain pour surveiller et combattre la traite des personnes a attribué au pays au « niveau 1 » en 2017.

## Voir également
- Traite des êtres humains